# Thongchai McIntyre
Albert Thongchai McIntyre, noto anche con lo pseudonimo di Bird Thongchai, o semplicemente Bird (Bangkok, 8 dicembre 1958), è un cantante e attore thailandese.

## Discografia
Album e singoli
- Hard-Sai Sai-Lom Song-Rao (Beach, Wind, and two of us) (1986)
- Sabai-Sabai (Relax-Relax) (1987)
- Rub-Kwun-Wan-Mai (Blessing for a new day) (1987)
- Sor-Kor-Sor (Greeting Card) (1988)
- Thongchai 2501 (1988)
- Boomerang (1990)
- Boomerang Man (Live in concert)
- Prik-Kee-Noo (Bird Chilli) (1991)
- Wan-Nee Tee Ror-Koy (TV drama Soundtrack)
- Tor-Thong (Flag) (1994)
- Tor-Thong Kab Tor-Ther Nan-Lae (Live in concert)
- Dream & Reality (Live in concert)
- Kon-nok-kab-Dok-Mai (Feather & Flowers) (1995)
- Dream (1996)
- Sunset at Chaophraya (Movie Soundtrack) (1996)
- Bird Unreleased (1997)
- Singing Bird (Live in concert) (1997)
- Niramitr (TV drama soundtrack) (1998)
- Thongchai Service (1998)
- Thongchai Service Special(1998)
- Tu-Pleng Saman Prajam Barn (The Everyhouse Jukebox)(1999)
- 100 Pleng Rak Mai Roo Job (100 everlasting love songs) (2000)
- Bird Love Beat 1 & 2 (2001)
- Smile Club (2001)
- Smile Club Remix (2002)
- Rab Khak (Welcome, Guests!) (2002)
- Fan Ja...Sanid Kun Leaw Ja (2003)
- Bird Sek (Jun 2004) con Sek Loso (Special Album with 20 Years G"MM" Grammy)
- Volume 1 (2005)
- Village (2006)
- Bird Perd Floor [3 Disc Set/Individual available]  [Ballroom Cha-Cha, Luktung, Disco] (2006)
- Simply Bird (Nov 2007)
- Singing Bird (อาสาสนุก) (2010)
- Bird Arsa Sanuk (Bird Undertaking Fun) (2010–2011)